# Prisonnier de la peur
Pour plus de détails, voir Fiche technique et Distribution.
Prisonnier de la peur (titre original : Fear Strikes Out) est un film américain réalisé par Robert Mulligan et sorti en 1957.

## Synopsis
L’histoire vraie de Jimmy Piersall, que son père entraîne sans répit pour qu’il devienne le joueur de baseball le plus performant de l'une des plus grandes équipes des États-Unis. Cette contrainte permanente va conduire Jimmy de la dépression jusqu’aux frontières de la maladie mentale.

## Fiche technique
- Titre : Prisonnier de la peur
- Titre d’origine : Fear Strikes Out
- Réalisation : Robert Mulligan, assisté de Bernard McEveety (non crédité)
- Scénario : Ted Berkman et Raphael Blau d’après le récit autobiographique d’Al Hirshberg et Jimmy Piersall, Fear Strikes Out: The Jim Piersall Story (Éditions Little, Brown & Company, 1955, et Éditions University of Nebraska Press, 1999)
- Musique : Elmer Bernstein
- Directeur de la photographie : Haskell B. Boggs
- Costumes : Edith Head
- Montage : Aaron Stell
- Pays d’origine :  États-Unis
- Langue de tournage : anglais
- Producteur : Alan J. Pakula
- Société de production : Paramount Pictures (États-Unis)
- Société de distribution : Paramount Pictures
- Format : noir et blanc — 1.85:1 — son monophonique (Westrex Recording System) — 35 mm
- Genre : film biographique, drame
- Durée : 91 min
- Date de sortie : 20 mars 1957 aux  États-Unis
- Affiche : Boris Grinsson (France)

## Distribution
- Anthony Perkins  (VF : Michel Francois) : Jimmy Piersall (adulte)
- Karl Malden  (VF : Claude Péran) : John Piersall, le père
- Norma Moore (it)  (VF : Martine Sarcey) : Mary Piersall
- Adam Williams  (VF : Roger Rudel) : le psychiatre G. Brown
- Perry Wilson (en) (VF : Lita Recio)  : Madame Piersall mère
- Peter J. Votrian : Jimmy (enfant)

## Récompenses et distinctions
- États-Unis — Directors Guild of America  1958 : Robert Mulligan nommé pour le DGA Award du meilleur film de l’année (Outstanding Directorial Achievement in Feature Film).